# Parting
Parting é um filme de drama afegão-iraniano de 2016 dirigido por Navid Mahmoudi. Foi selecionado como representante de seu país ao Oscar de melhor filme estrangeiro em 2017; no entanto, seu título não apareceu na lista de indicados publicada pela Academia.

## Elenco
- Reza Ahmadi - Nabi
- Fereshteh Hosseini - Pari
- Behrang Alavi
- Nazanin Bayati
- Shams Langroudi